# أونز مونديال
أونز مونديال (بالفرنسية: Onze Mondial)‏ هي مجلة فصلية لكرة القدم تصدر باللغة الفرنسية تصدر في باريس، فرنسا.

## التاريخ والملف الشخصي
تأسست المجلة باسم أونز في عام 1976. في عام 1989 اندمجت المجلة مع مجلة رياضية أخرى، مونديال، وبدأت في استخدام اسمها الحالي، أونزي مونديال.
تصدر المجلة على أساس ربع سنوي في باريس. تم نشرها مسبقًا شهريًا بواسطة لاجاردير أكتيف. في مايو 2013 توقفت المجلة عن الصدور عندما أفلست. اشترتها شركة سبورتيم ميديا أس إيه أس، وهي شركة تابعة لـ مين إنفست ميديا، في أكتوبر 2013 وأعيد إطلاق المجلة في نوفمبر من نفس العام.
في كل عام، تُسلم أونز مونديال جائزة أفضل لاعب في أوروبا (جائزة أونز)، بالإضافة إلى جوائز للمدربين.
في عام 2014، تم توزيع 20.954 نسخة من أونز مونديال.

## وصلات خارجية
- الموقع الرسمي